# Analytisme et synthétisme (linguistique)
Dans la typologie morphologique des langues, l’analytisme et le synthétisme sont des traits des langues pris en compte dans leur classification du point de vue du nombre de morphèmes qui constituent un mot. La classification selon ce critère fut initiée par August Wilhelm Schlegel dans un de ses ouvrages paru en 1818.
Toute langue peut être placée sur un point de l’échelle ci-dessous, sauf à ses extrémités,:
| analytisme             | ↔ | synthétisme                   | ↔ | polysynthétisme       |
| (un mot = un morphème) |   | (un mot = plus d’un morphème) |   | (un mot = une phrase) |

Cela veut dire qu’aucune langue n’est purement analytique, synthétique ou polysynthétique. On ne peut parler que de langues où le poids de l’un de ces traits est dominant par rapport aux autres.
Le linguiste américain Joseph Greenberg a calculé le rapport entre nombre de morphèmes et nombre de mots sur des échantillons de cent mots de huit langues, rapport appelé « degré de synthèse ». Plus l’indice de ce rapport (indice de synthèse) est bas, plus la langue est analytique.
L’analytisme et le synthétisme concernent également la manière dont sont réalisés les formes et les rapports grammaticaux, ainsi que les unités lexicales. En français, par exemple, certaines formes verbales sont analytiques (celles à verbes auxiliaires, ex. il est parti), d’autres synthétiques, réalisées avec des suffixes et des désinences, ex. je cueillerai. En syntaxe on peut parler de rapports réalisés de manière analytique, par exemple l’expression de compléments du verbe à l’aide de prépositions (Je pense à mes amis), en opposition avec l’expression du complément d’objet direct (Il mange une pomme). Dans le domaine du lexique aussi il y a des formations analytiques (locutions) en opposition avec des mots simples, pouvant même former des paires de synonymes, telle qui que ce soit – quiconque.

## Analytisme
Les langues dans lesquelles l’analytisme atteint son plus haut degré sont appelées isolantes. De telles langues se trouvent surtout en Asie de l’Est et du Sud-Est, ainsi qu’en Afrique de l’Ouest (par exemple le yoruba). Des exemples classiques pour ces langues sont le chinois et le vietnamien. En chinois, par exemple, il n’y a pas de flexion, les mots tendant à être formés d’un seul morphème à sens lexical ou grammatical, et les rapports syntaxiques sont exprimés principalement par l’ordre des mots et des mots grammaticaux. Par exemple, la phrase française « Si tu m’attends, j’y vais avec toi » correspond en chinois à :
| nǐ  | děng     | wǒ,  | wǒ  | jiù   | gēn  | nǐ  | qù    |
| toi | attendre | moi, | moi | alors | avec | toi | aller |

La phrase est constituée de huit mots, chacun correspondant à un morphème.
L’indice de synthèse d’une langue isolante, donc très analytique, comme le vietnamien, est 1,06. Celui de l’anglais étant 1,68, cette langue aussi est considérée comme analytique, de même que le français, qui a recours, par exemple, à des prépositions pour exprimer certains rapports grammaticaux. Son indice de synthèse est 1,41.

## Synthétisme
On considère comme des langues synthétiques celles où prédominent les mots contenant plus d’un morphème, c’est-à-dire une racine à sens lexical et un ou plusieurs affixes grammaticaux et/ou dérivationnels. Les mots peuvent aussi être composés. Parmi ces langues on distingue deux catégories. Dans les langues appelées agglutinantes, le trait prédominant est l’association d’un seul sens ou d’une seule fonction à un morphème, les morphèmes se succédant avec des limites claires entre eux. Dans les langues appelées flexionnelles, ce sont les morphèmes exprimant plus d’un sens ou plus d’une fonction à la fois qui sont prédominants. De plus, dans certaines, les morphèmes grammaticaux peuvent être inclus dans les racines. Les morphèmes ne sont donc pas clairement délimités. Dans la première catégorie de langues il y a, par exemple, le hongrois et le turc, et dans la seconde – le latin, le grec et l’arabe.
Un exemple de langue synthétique est le sanskrit, dont l’indice de synthèse est 2,59.

## Polysynthétisme
Le polysynthétisme représente un synthétisme maximal. Dans les langues polysynthétiques, les mots sont très longs et morphologiquement très complexes. De telles langues se trouvent premièrement parmi celles des Amérindiens et des Esquimaux, ce trait étant caractéristique pour certaines langues indigènes de Sibérie, du Caucase du Nord et d’Australie également. La phrase « Si tu m’attends, j’y vais avec toi » a pour correspondante dans une langue des Esquimaux, l’inuktitut, la séquence :
| utaqqui- | gu- | vi- | nga, | aulla- | qati-      | gi-   | niaq- | pa-       | git   |
| attendre | si  | tu  | je   | aller  | partenaire | avoir | futur | assertion | je/tu |

La phrase se compose de deux mots, utaqquiguvinga et aullaqatiginiaqpagit, chacun correspondant à une proposition.
Pour une langue eskimau, Greenberg 1954 a établi l’indice de synthèse 3,72.

## Caractère relatif des traits
Chaque langue présente plus ou moins d’analytisme, respectivement de synthétisme. On peut dire comparativement qu’une langue est plus analytique/synthétique qu’une autre.
En chinois, qui est une langue très analytique, il y a toutefois de nombreux mots composés, ainsi que des mots à affixes dérivationnels.
Parmi les langues indo-européennes, le latin, le grec et le sanskrit présentent un synthétisme plus important que les langues romanes. Par rapport à celles-ci ou à l’allemand, l’anglais est encore moins synthétique. Cependant, celui-ci non plus n’est pas totalement dépourvu même de polysynthétisme. Ainsi, un mot tel que antidisestablishmentarianisms est composé de sept morphèmes : anti|dis|establish|ment|arian|ism|s. En étudiant l’histoire des langues romanes ou de l’anglais, on a constaté leur évolution d’un degré plus haut à un degré plus bas de synthétisme, surtout dans le cas de l’anglais. Pour preuve, l’indice de synthèse du vieil anglais est de 2,12, par rapport à 1,68 pour l’anglais moderne.
On peut faire des comparaisons entre langues du point de vue de l’analytisme/synthétisme, concernant l’expression de l’un ou l’autre des rapports grammaticaux. Exemple:
- rapport de possession : (fr) la maison du père (analytisme) vs (de) Vaters Haus (synthétisme) ;
- degré comparatif : (en) more beautiful (analytisme) vs (de) schöner (synthétisme) « plus beau ».

La relativité de l’analytisme et du synthétisme peut se manifester dans une langue donnée à un certain moment de son histoire aussi, les différents domaines de la structure grammaticale pouvant se comporter différemment de ce point de vue. En japonais, par exemple, il n’y a pas de flexion du nom, il fonctionne donc de façon analytique, mais le système verbal présente une flexion complexe, étant, par conséquent, très synthétique.

## Sources bibliographiques
- (hu) Bakró-Nagy, Marianne, « 9. fejezet – Az uráli nyelvek tipológiai jellemzése » [« Chapitre 9 – Caractérisation typologique des langues ouraliennes »], Kiefer, Ferenc (dir.), Magyar nyelv [« La langue hongroise »], Budapest, Akadémiai Kiadó, 2006  (ISBN 963-05-8324-0), p. 192-207 (consulté le 21 mars 2023)
- (ro) Bidu-Vrănceanu, Angela et al., Dicționar general de științe. Științe ale limbii [« Dictionnaire général des sciences. Sciences de la langue »], Bucarest, Editura științifică, 1997,  (ISBN 973-440229-3) (consulté le 25 janvier 2019)
- (en) Bussmann, Hadumod (dir.), Dictionary of Language and Linguistics [« Dictionnaire de la langue et de la linguistique »], Londres – New York, Routledge, 1998  (ISBN 0-203-98005-0) (consulté le 25 janvier 2019)
- (en) Crystal, David, A Dictionary of Linguistics and Phonetics [« Dictionnaire de linguistique et de phonétique »], 4e édition, Blackwell Publishing, 2008  (ISBN 978-1-4051-5296-9) (consulté le 25 janvier 2019)
- Dubois, Jean et al., Dictionnaire de linguistique, Paris, Larousse-Bordas/VUEF, 2002 (consulté le 21 mars 2023)
- (en) Eifring, Halvor et Theil, Rolf, Linguistics for Students of Asian and African Languages [« Linguistique pour les étudiants en langues asiatiques et africaines »], Université d’Oslo, 2005 (consulté le 25 janvier 2019)
- (hu) Kálmán, László et Trón, Viktor, Bevezetés a nyelvtudományba [« Introduction à la linguistique »], 2de édition, augmentée, Budapest, Tinta, 2007  (ISBN 978-963-7094-65-1) (consulté le 25 janvier 2019)
- Kalmbach, Jean-Michel, La grammaire du français langue étrangère pour étudiants finnophones, version 1.5., Universitaté de Jyväskylä (Finlande), 2017  (ISBN 978-951-39-4260-1) (consulté le 25 janvier 2019)
- Sörés, Anna, Chapitre II. Une langue agglutinante. Le hongrois dans la typologie des langues, Lambert-Lucas, 2006,  (ISBN 2-915806-29-2), p. 29-51 (consulté le 25 janvier 2019)